# Museet for Kajs Avis
Museet for Kajs Avis er et museum for lokalavisen Hareskov-Værløse Avis, som også kaldes "Kajs Avis" efter redaktøren Kaj Øgaard Sørensen. Det blev åbnet d. 10. september 2004. 
En gruppe borgere havde frivilligt opført et lille, stråtækt hus i forbindelse med Værløse Museum.
Her er nogle af Kajs byggesten til Hareskov-Værløse Avis placeret. Museet er et af Danmarks mindste pressemuseer.
55°47′7.5″N 12°22′36.2″Ø / 55.785417°N 12.376722°Ø